# Guerman Okounev
Pour les articles homonymes, voir Okounev.
Guerman Grigorievitch Okounev (en russe : Герман Григорьевич Окунев), né à Léningrad le 14 juin 1931, mort à Léningrad le 13 juin 1973, est un compositeur, pianiste et enseignant soviétique russe.

## Biographie
Le père d'Okounev était ingénieur, sa mère couturière. À partir de l'âge de 8 ans, il suivit des cours dans une école musicale de Leningrad. Il obtient en 1956 son diplôme au Conservatoire Rimski-Korsakov à Leningrad, où il étudie sous la direction de Orest Ievlakhov et Boris Kliouzner.
De 1957 à 1960, Okounev enseigna la musique à Frunze, (aujourd'hui Bishkek), en République socialiste soviétique kirghize. En 1964, il retourne au Conservatoire Rimski-Korsakov étudier avec Dmitri Chostakovitch. Chostakovitch avait une haute opinion d'Okunev et l'aida par la suite à obtenir que ses œuvres soient jouées.
En 1968, Okounev évite de justesse la noyade dans un accident sur le lac Ladoga. Le 27 mai 1973, Okounev et sa femme ont un grave accident de la route. Okounev décède 17 jours après, la veille de son 42e anniversaire.
Après sa mort, l'astéroïde (10990) Okunev fut baptisé d'après son nom par son découvreur, l'astronome Nikolaï Tchernykh.

## Style et compositions
Okounev a développé un style propre qui fut fortement, bien qu'indirectement, influencé par la musique dont il prit connaissance au Kirghizistan. Parmi ses premières œuvres, son ballet en trois actes 'Kouiroutchouk' (1961) est basé sur des thèmes kirghizes.
Ses compositions comprennent notamment deux symphonies, diverses pièces de musique de chambre, des concertos pour le hautbois et pour deux pianos, une sonatine pour trompette ainsi que de la musique écrite pour les enfants, dont la suite 'Raduga' ('Arc-en-ciel'). Un adagio et scherzo pour trombone et piano ont été enregistrés en Europe de l'Ouest par le tromboniste Christian Lindberg ; d'autres enregistrements de sa musique réalisés durant la période soviétique ne sont actuellement pas disponibles.
La première symphonie d'Okounev (1962–1964) a été écrite alors qu'il étudiait avec Chostakovitch. Elle fut créée en avril 1966 à Irkoutsk. Sa seconde symphonie, une œuvre courte mais efficace et soigneusement composée, peut-être sa meilleure œuvre, a été créée en 1972 à Léningrad. Sa seconde performance eut lieu seulement après la mort d'Okounev, en 1974 à Iaroslavl.
Au moment de sa mort accidentelle, Okounev travaillait sur un ballet inspiré de la nouvelle Le Manteau de Nicolas Gogol ; cette œuvre fut achevée et orchestrée après sa mort par Vladimir Sapojnikov (né en 1945).